# Михайловский Златоверхий монастырь
Миха́йловский Златове́рхий монасты́рь (укр. Михайлівський золотоверхий монастир) — действующий монастырь в Киеве, воссозданный в 1997—1998 годах в формах разрушенного в 1930-х годах соборного храма в честь Архангела Михаила. Включает также трапезную с церковью Иоанна Богослова (1713 год) и колокольню (1716—1719 годы, разрушена в 1930-х, восстановлена — 1997—1998). 

## История
Предание приписывает основание монастыря первому митрополиту Киевскому Михаилу.

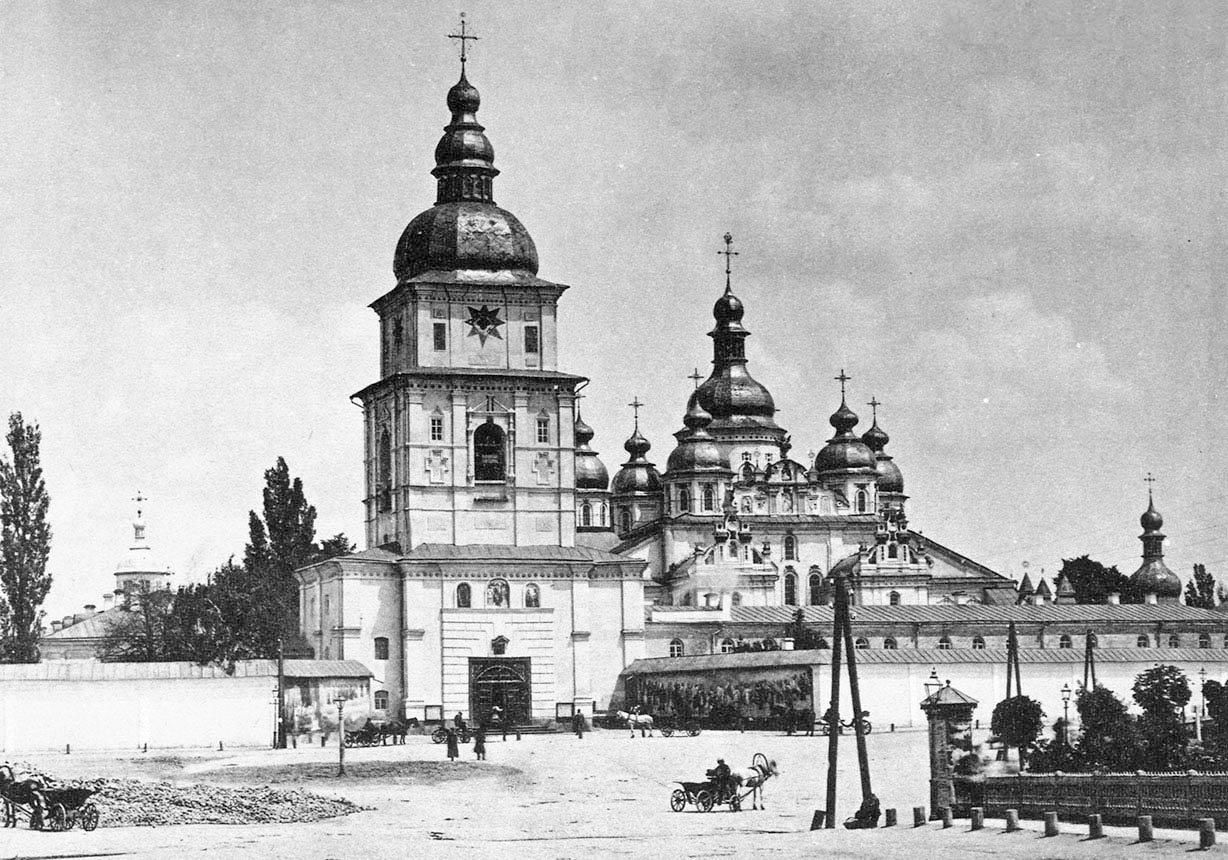
Вид Михайловского собора до октябрьского переворота

Первый храм в честь Архангела Михаила был заказан в 1108 году князем Святополком Изяславичем (в крещении Михаилом) на месте Дмитриевского монастыря, построенного предположительно его отцом — Изяславом Ярославичем (в крещении Димитрием).

Возведённый в 1108—1113 годах Михайловский собор имел особое значение для киевлян, ибо был посвящён архангелу Михаилу — небесному покровителю Киева. В XII веке монастырь был местом захоронения князей.
Предполагается, что при храме был тогда же учреждён и монастырь. С древнейшей поры церковь носит название Златоверхой, вероятно, потому, что была единственной в то время церковью с золочёным верхом. Ко времени Святополка предание относит и перенесение в Киев из Константинополя в 1108 году главной святыни Златоверхого монастыря, мощей святой великомученицы Варвары.
При Святополке Изяславиче (1093—1113) ограда стольного города была расширена постройкой нового земляного вала, охватившего и Михайловский монастырь.

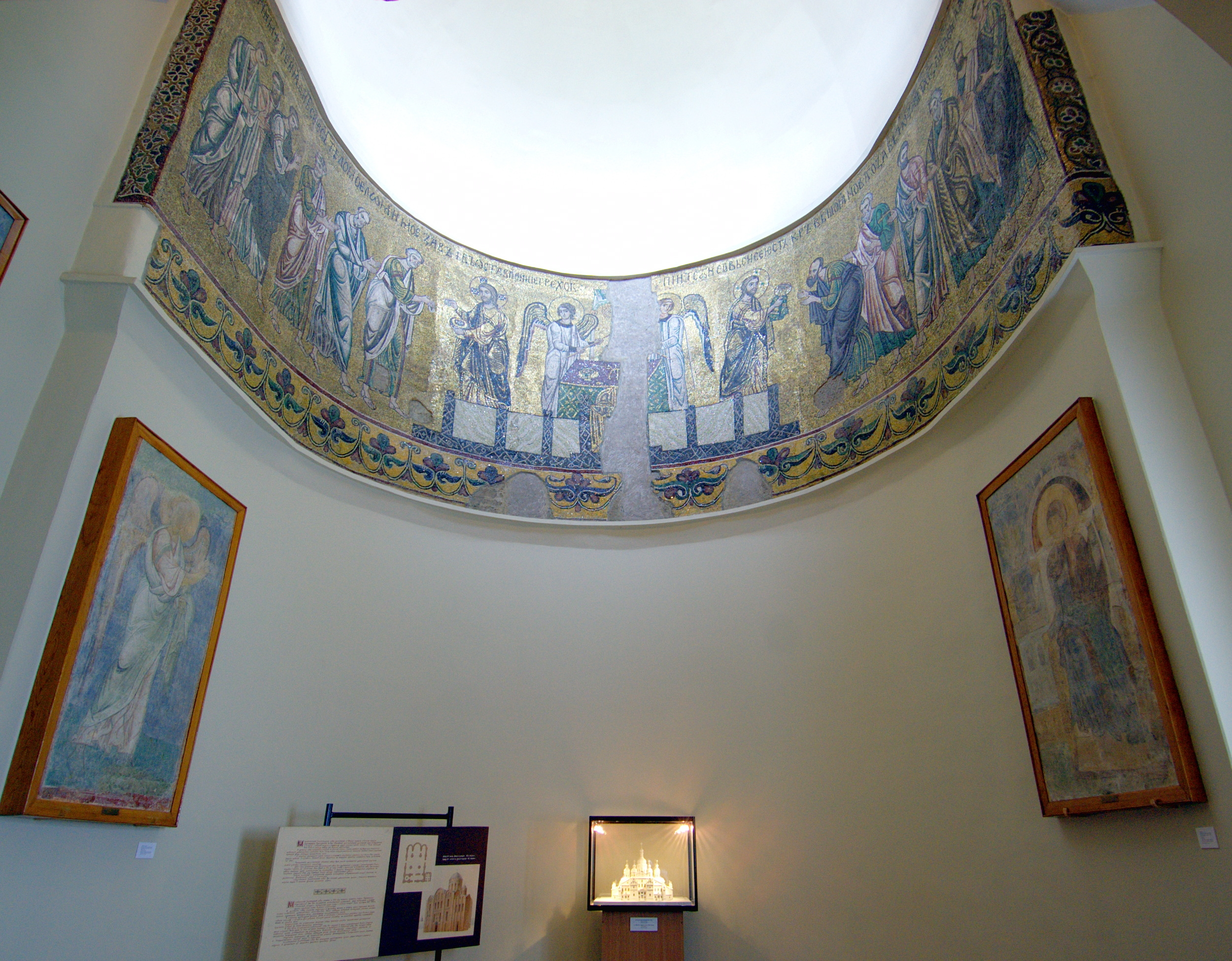
Мозаика «Евхаристия» в Киевском Софийском соборе

Во время взятия Киева Батыем и во время нападения на Киев крымского хана Менгли I Гирея в 1482 году, Златоверхий монастырь сильно пострадал. Короли польские дали ему грамоты на свободный выбор игуменов и независимость от воевод и митрополитов. В XVI веке обитель была одним из богатейших киевских монастырей. 
В 1612 году Сигизмунд III отдал Златоверхий монастырь униатам, но завладеть фактически ни монастырём, ни даже, по-видимому, монастырскими имениями униатам не удалось. Быть может, монастырь обязан этим поддержке казаков, благодаря которым в 1620 году михайловский игумен Иов Борецкий был посвящён в митрополиты. Иов остался жить в Златоверхом монастыре, который на время приобрёл значение митрополичьей резиденции.

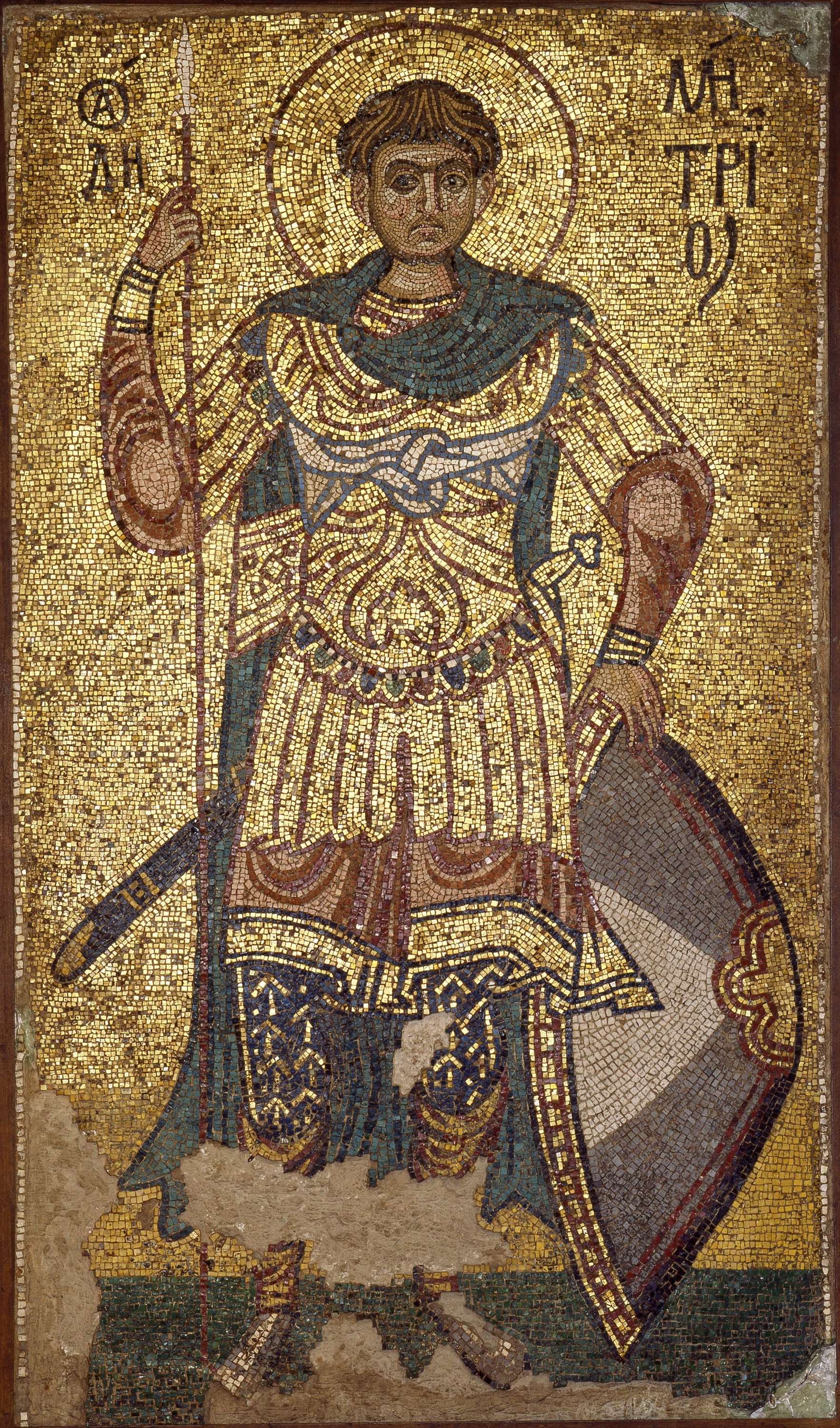
Дмитрий Солунский
(мозаика собора XII в.)

С присоединением в 1654 году Киева к Российскому государству Златоверхий монастырь лишился большей части своих имений, лежавших в областях, оставшихся за Речью Посполитой; зато и гетманы, и казацкая старшина щедро наделили монастырь владениями на левобережной Украине. Много было приобретено монастырём земель и путём покупки. В 1800 году Златоверхий монастырь назначен для пребывания епископов Чигиринских, викариев Киевской епархии. В XVII—XVIII веках после реконструкции в стиле барокко домонгольская церковь составляла среднюю часть главного монастырского храма; от неё сохранялись алтарные абсиды, часть стен и главный купол. Древние мозаики с XIX века исследовались искусствоведами, а в 1888 году были расчищены и частично отреставрированы древние фрески.
В XVII веке по соседству с мужским Златоверхим монастырём находился и Златоверхий Михайловский женский, перенесённый в 1712 году на Подол.
Михайловскому монастырю принадлежал скит в Феофании, основанный в окрестностях Киева в 1861 году. До Октябрьской социалистической революции Михайловский монастырь был вторым по посещаемости храмом Киева после Киево-Печерской лавры.

### Снос
В середине 1930-х годов, после переноса столицы УССР из Харькова в Киев, большевиками было принято решение о сносе собора и строительстве на его месте административных зданий. Для этого в 1934 году решили провести конкурс на проект Правительственного центра с местом для парадов. На всех проектах, кроме одного, представленных на конкурс с размещением центра в районе площади Богдана Хмельницкого, сносился Михайловский Златоверхий собор.

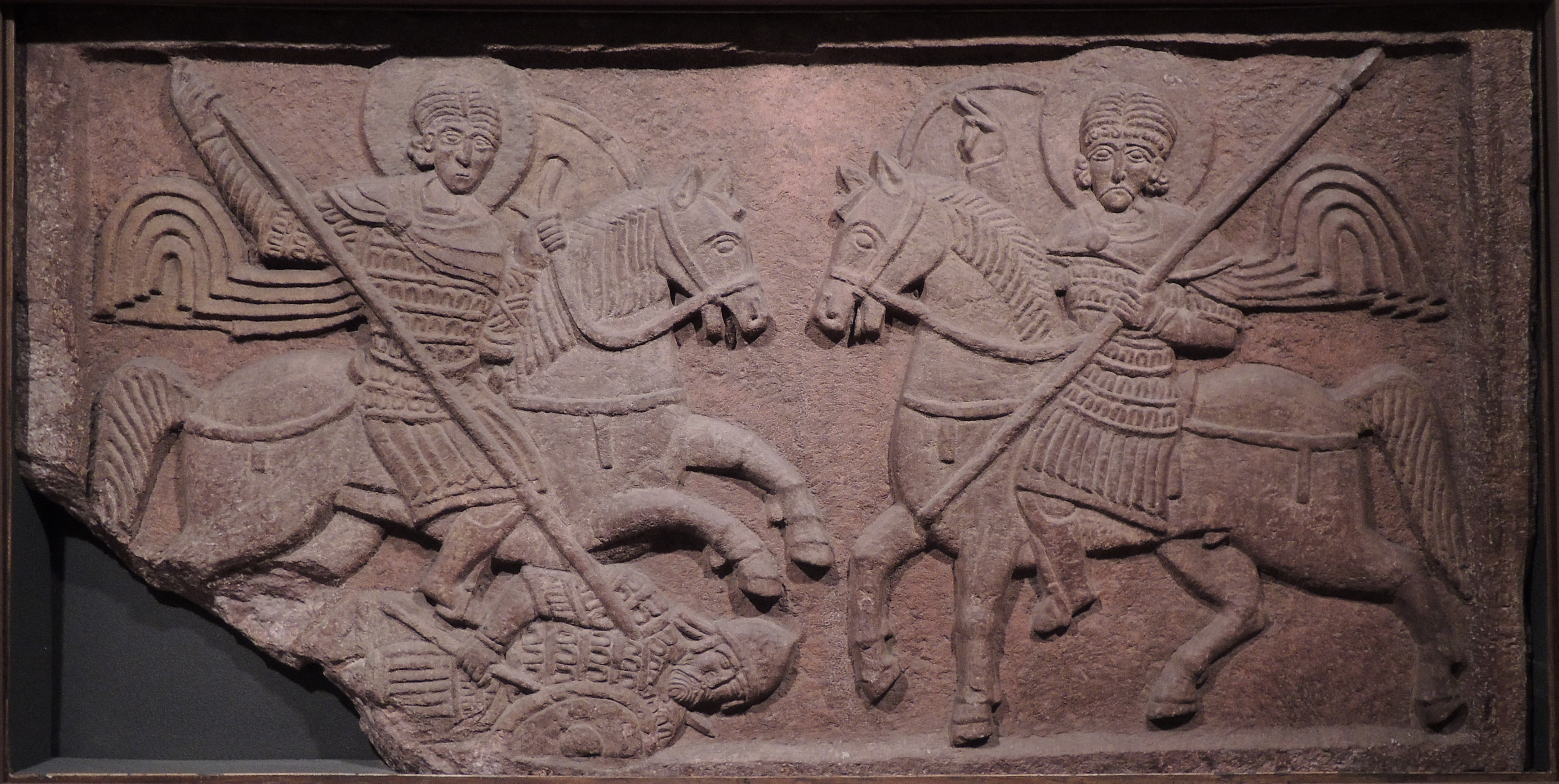
Рельеф с изображением Нестора и Дмитрия (ок. 1062 г.)

Единственным из четырёх проектов, представленных на конкурс с размещением центра в данном месте, в котором Михайловский Златоверхий собор и памятник Богдану Хмельницкому сохранялись, был проект Иосифа Каракиса. В итоге в первом туре был утверждён проект архитектора Петра Юрченко. Данное решение, по словам архитектуроведа Бориса Ерофалова: «в принципе повторяющее общую схему Каракиса, но более лобовое, с ликвидацией Михайловского собора. И если расположение основных объёмов у Каракиса асимметрично — в перспективном завершении площади и по северному её флангу, — то Юрченко ничтоже сумняшеся выстроил оба функциональных объёма по бровке склона в виде строго шатающихся параллелепипедов, но сохранив Присутственные места». В марте 1934 года решили отказаться от прошлого решения и объявить новый конкурс, и в нём выбрали проект архитектора Иосифа Лангбарда. Исследования Олега Юнакова с опорой на архивные документы показали, что, хоть в проектах Лангбарда и Юрченко собор отсутствует, не это является причиной сноса, так как решение о сносе монастыря было принято постановлением Политбюро ЦК КП(б)У в феврале 1934 года, а демонтаж мозаик начали производить ещё в 1933 году.

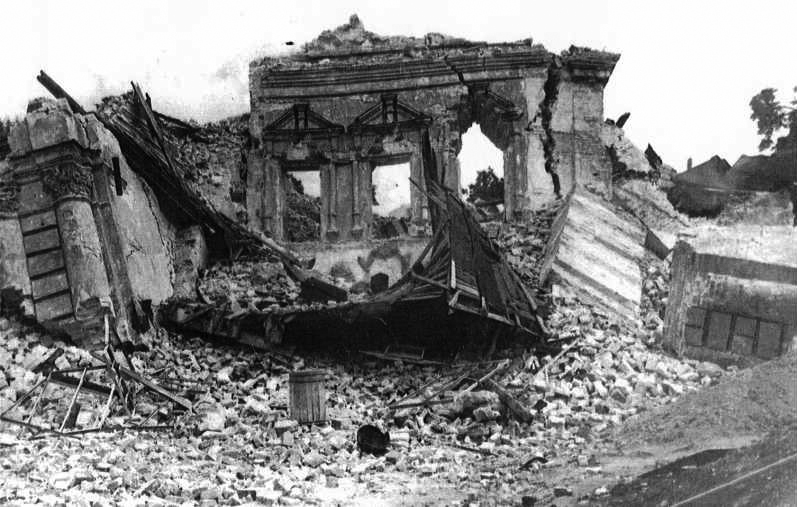
Одна из монастырских построек, разрушенных большевиками (1937 г.)

Попытки ряда искусствоведов (в частности, репрессированных Николая Макаренко, Дмитрия Айналова) сохранить собор (хотя бы домонгольскую его часть) были отвергнуты властями, которые согласились только на снятие со стен здания древних мозаик и фресок. Правда, были и те, кто открыто высказывались за снос собора. К примеру, Александр Довженко одним из первых в 1932 году заявлял, что «при решении проблемы строительства парка культуры Михайловский монастырь попросится „уйти“, он отжил свой век. Абсолютно недопустимо даже думать, что эти стены кому-то нужны. Я думаю, когда мы снесём Михайловский монастырь, то строительство парка даст нужный эффект». Разборка собора осуществлялась в 1933—1936 годах, в июне 1937 года оставшиеся его конструкции были снесены взрывом. В 1934—1935 годах сохранившиеся мозаики сняты на новое основание и перенесены в Софийский собор (группа реставраторов под руководством Владимира Фролова). Для мозаики «Евхаристия» в выставочном зале Софийского собора построили специальную стену, по форме повторяющую апсиду Михайловского собора. Были сняты и перенесены в музеи Ленинграда (Эрмитаж), Москвы (Третьяковская галерея) и Киева (Софийский собор) некоторые фрески. В 1941 году остававшиеся в Киеве мозаики и фрески попали в руки немецких оккупантов и были вывезены в Германию. После войны они вернулись в СССР, но не все из них вернулись в Киев: некоторые попали также в музеи Москвы, Ленинграда и Новгорода. Мощи великомученицы Варвары с начала 1960-х годов покоятся во Владимирском соборе.
Решение о строительстве административного центра на месте собора так и не было осуществлено, и весь советский период его место оставалось незанятым.

## Современность

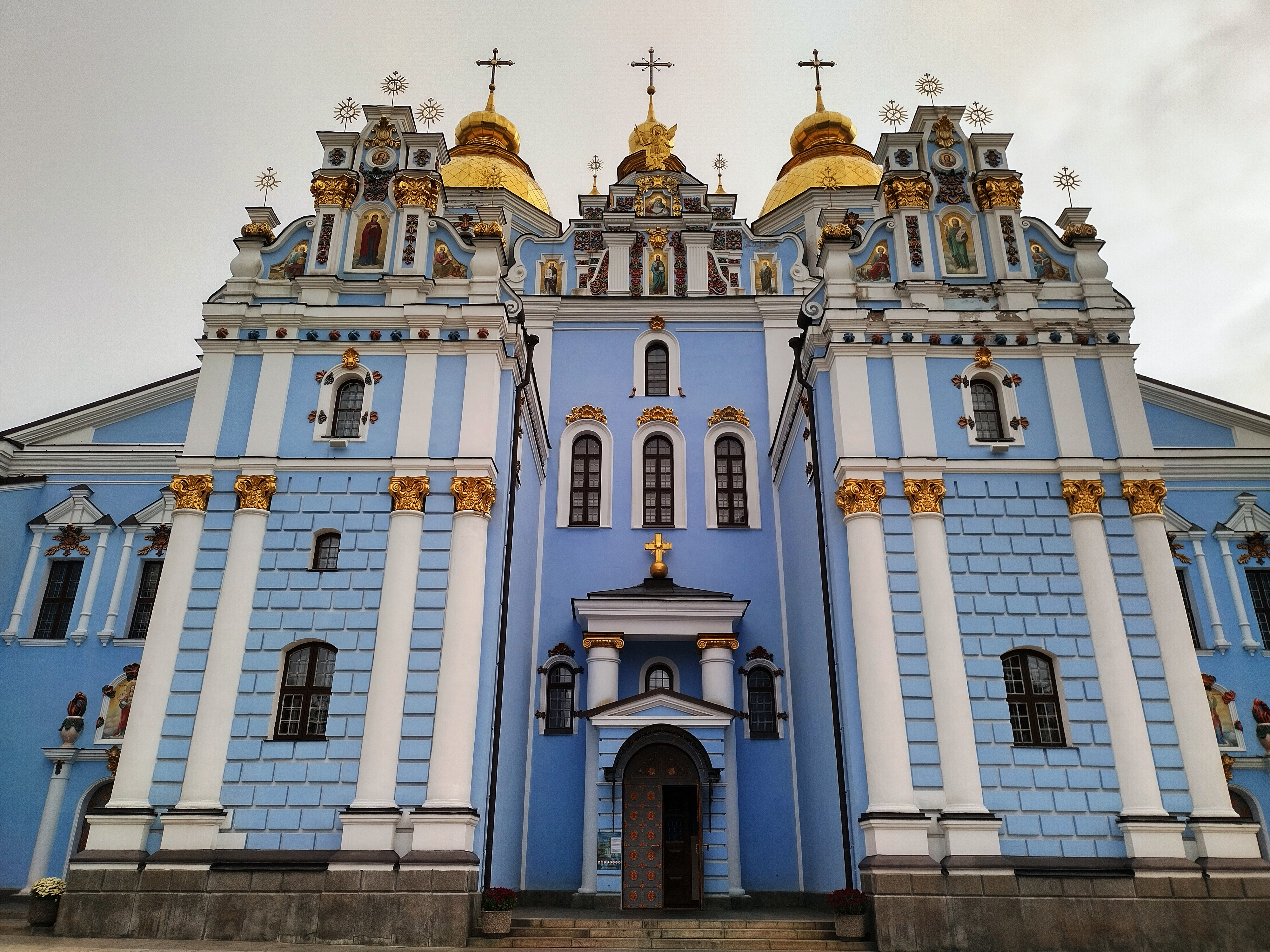
Главный вход в Михайловский Златоверхий собор

В 1973—1982 годах произведена научная реставрация трапезной церкви Иоанна Богослова (единственного здания монастыря, сохранившегося при сносе 1930-х годов). Авторы проекта — архитектор В. П. Шевченко, интерьеры и мебель — архитектор Ирма Каракис. Церковь была отреставрирована в формах, близких к первоначальным.
Восстановленный в 1997—1998 годах Михайловский собор (архитектор Юрий Лосицкий; официально открыт 30 мая 1999 года) — один из главных в то время храмов Украинской православной церкви Киевского патриархата (УПЦ КП), в настоящее время  в 2020 г. передан в пользование созданной Православной церкви Украины.
С 2001 года Министерство культуры России осуществляет передачу хранившихся в Эрмитаже оригинальных фрагментов фресок Михайловского собора и иных предметов в распоряжение Министерства культуры Украины. 15 июля 2008 года возвращённые Россией фрески были выставлены.
На прилегающей территории находятся Киевские духовные школы ПЦУ.
На колокольне монастыря установлены современные электрические часы-куранты и клавишно-колокольный музыкальный инструмент карильон, предназначенный для исполнения сложных мелодий специально подготовленным музыкантом.
На фронтоне собора установили копию древнего скульптурного изображения архистратига Михаила. Оригинал скульптуры после сноса храма был спасён искусствоведом Павлом Жолтовским, он попал в Музей этнографии и художественного промысла во Львове, а затем вернулся в Киев.
В ночь на 11 декабря 2013 года колокола Михайловского Златоверхого монастыря впервые за восемь веков били в набат, последний раз подобное происходило в 1240 году, во времена монголо-татарского нашествия. Благодаря звону колоколов в центре столицы собралось множество киевлян, и попытка освободить Майдан от баррикад бойцами спецподразделения «Беркут» и военнослужащими внутренних войск Украины оказалась неудачной.

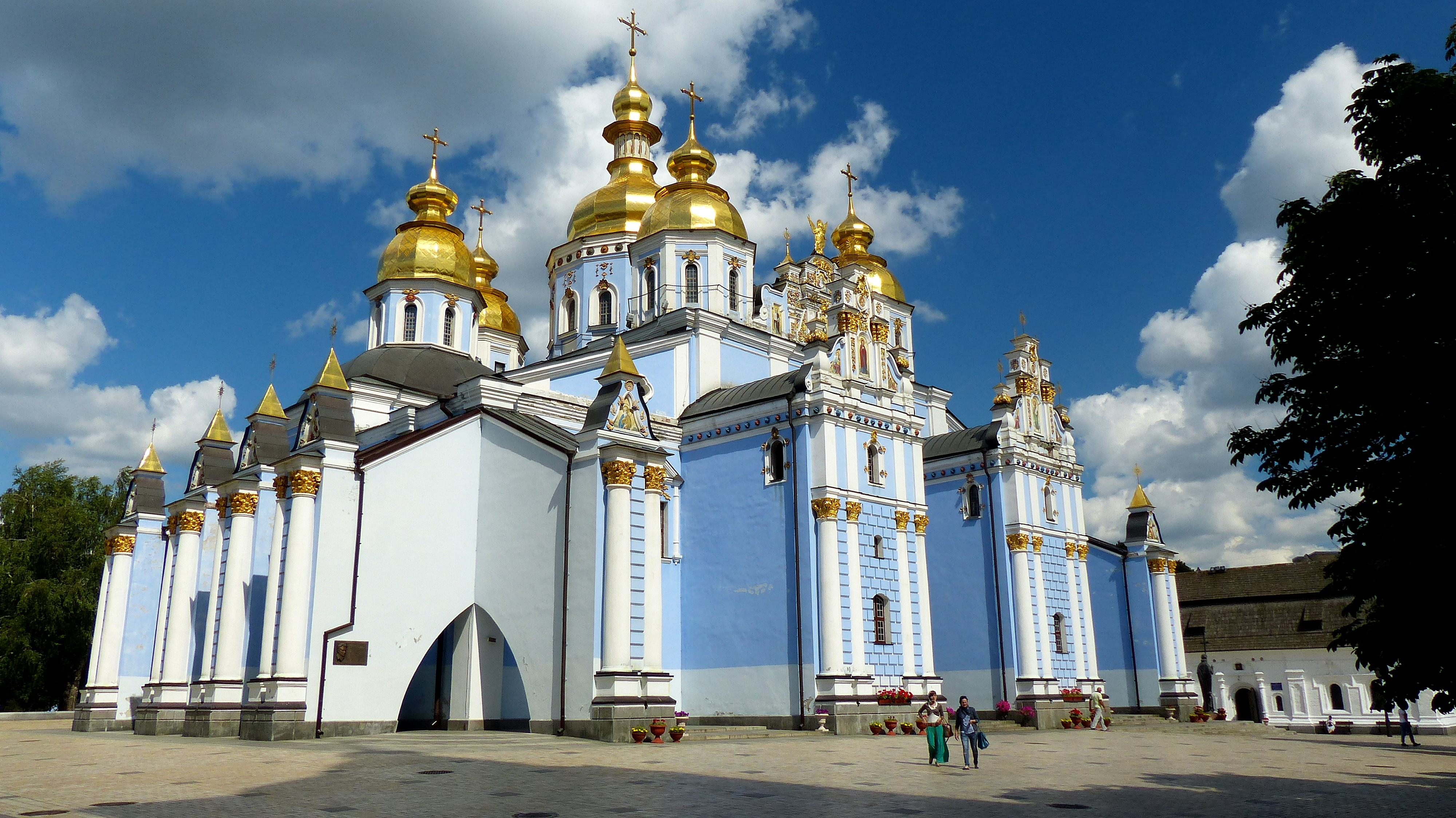
Михайловский Златоверхий собор
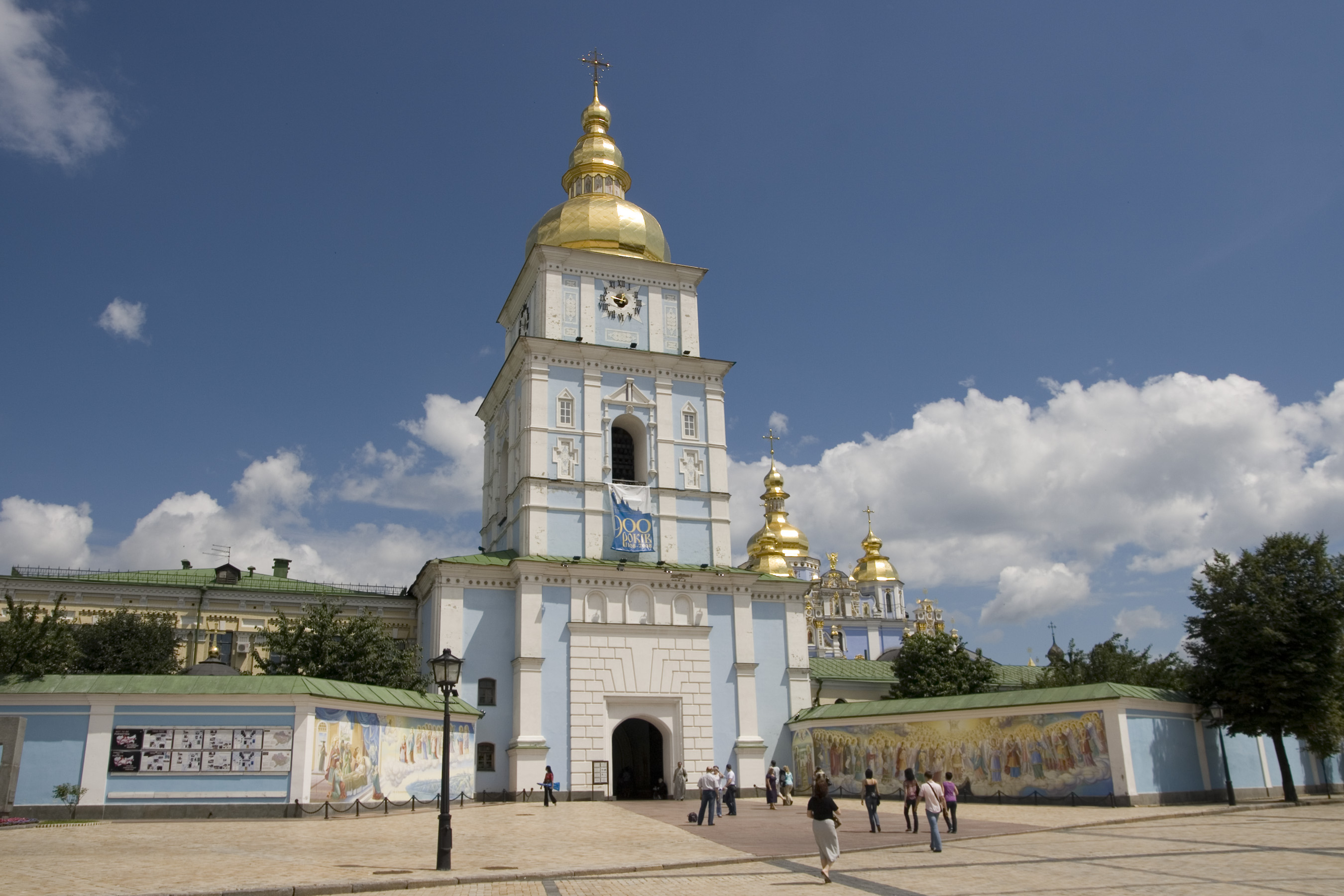
Колокольня
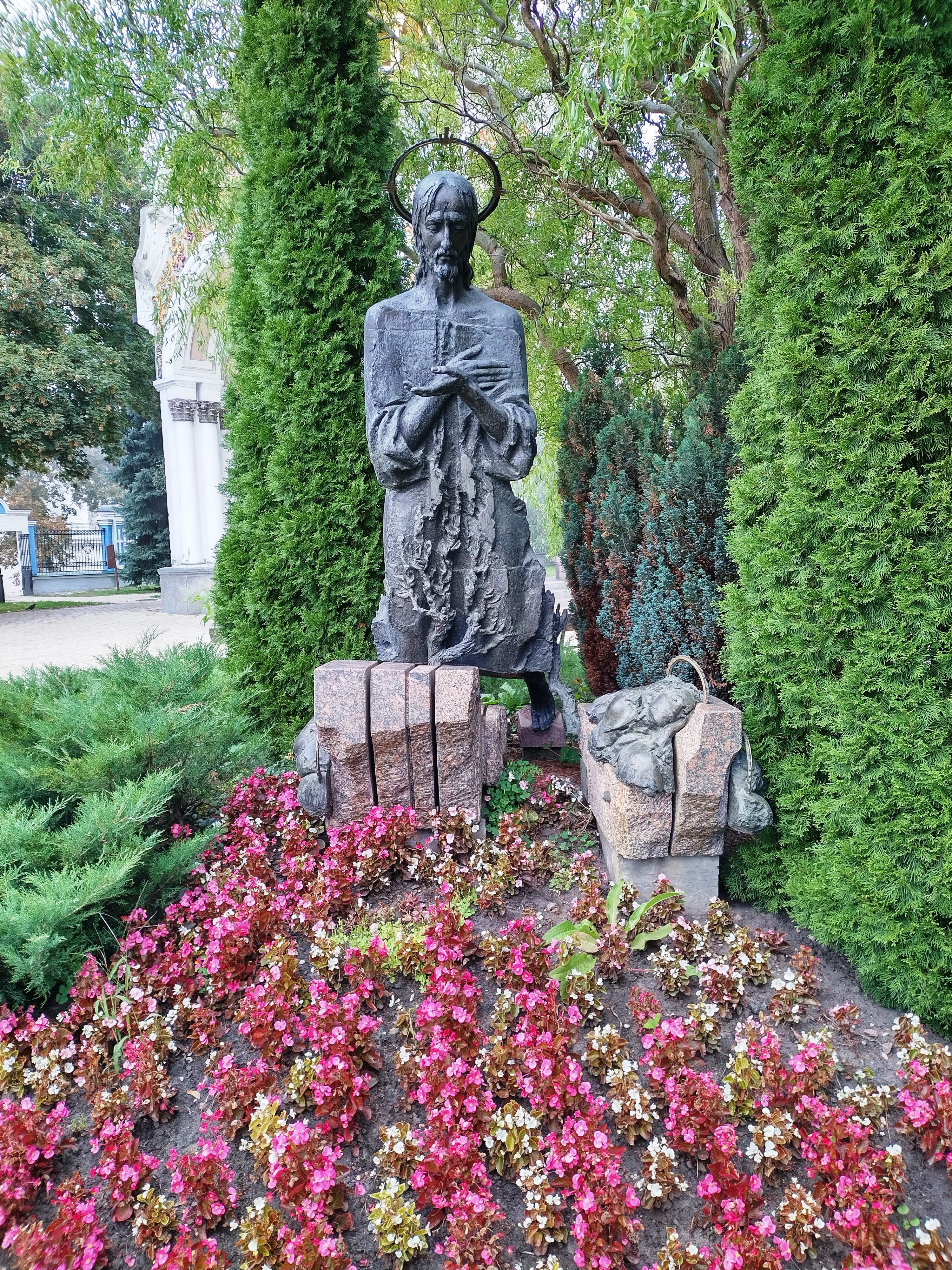
«Моление о чаше» на монастырском подворье